# Биодоступность
Биодоступность (обозначают буквой F) в фармакокинетике и фармакологии — в широком смысле это количество лекарственного вещества, доходящее до места его действия в организме человека или животных (способность препарата усваиваться). Биодоступность — это главный показатель, характеризующий количество потерь, то есть чем выше биодоступность лекарственного вещества, тем меньше его потерь будет при усвоении и использовании организмом.
Для изучения биодоступности лекарственных средств используют различные методы. Чаще всего проводят сравнительное изучение изменений концентраций лекарственного вещества в исследуемой и стандартной лекарственных формах в плазме крови и/или в моче.
Для пищевых добавок, трав и других питательных веществ, у которых путь введения почти всегда пероральный, биодоступность обычно обозначает просто количество или часть принятой дозы, которая абсорбируется.

## Определение биодоступности
Обычно биодоступность определяют по количеству лекарственного вещества в крови, то есть величине введённой дозы неизменённого лекарства, которая достигла системного кровообращения, и которая является одной из важнейших фармакокинетических характеристик лекарственного средства. При внутривенном введении биодоступность лекарства составляет 100 % (но и при этом биодоступность может быть уменьшена введением другого препарата). Если же данное вещество введено другими путями (например, перорально), то его биодоступность уменьшается в результате его неполного всасывания и метаболизма, которому это лекарственное средство подвергается в результате первого прохождения.
Биодоступность является также одним из существенных параметров, применяемых в фармакокинетике, учитываемых при расчёте режима дозирования для путей введения лекарственных средств, отличающихся от внутривенного. Определяя биодоступность некоторого лекарства, мы характеризуем количество терапевтически активного вещества, которое достигло системного кровотока и стало доступно в месте приложения его действия.

### Абсолютная биодоступность
Абсолютная биодоступность — это отношение биодоступности, определённой в виде площади под кривой «концентрация-время» (ППК) активного лекарственного вещества в системном кровотоке после введения путём, иным, чем внутривенный (перорально, ректально, чрескожно, подкожно), к биодоступности того же самого лекарственного вещества, достигнутой после внутривенного введения. Количество лекарственного вещества, всосавшегося после невнутривенного введения, является лишь долей от того количества лекарства, которое поступило после его внутривенного введения.
Такое сравнение возможно лишь после проведения уподобления доз, если применяли разные дозы для разных путей введения. Из этого следует, что каждую ППК корректируют путём деления соответствующей дозы.
В целях определения величины абсолютной биодоступности некоторого лекарственного вещества проводят фармакокинетическое исследование с целью получения графика «концентрация лекарственного вещества по отношению ко времени» для внутривенного и невнутривенного введения. Другими словами, абсолютная биодоступность — это ППК для откорректированной дозы, когда ППК, полученное для невнутривенного введения, разделено на ППК после внутривенного введения (вв). Формула расчёта показателя F для некоторого лекарственного вещества, введённого перорально (по), выглядит следующим образом.
```
        [ППК]
по
* ДОЗА
вв

     F= ───────────────
        [ППК]
вв
* ДОЗА
по
```

Лекарство, введённое внутривенным путём, имеет величину биодоступности, равную 1 (F=1), тогда как лекарственное вещество, введённое другими путями, имеет величины абсолютной биодоступности меньше единицы.

### Относительная биодоступность
Относительная биодоступность — это ППК определённого лекарства, сравнимая с другой рецептурной формой этого же лекарства, принятой за стандарт, или введённой в организм другим путём. Когда стандарт представляет внутривенно введённый препарат, мы имеем дело с абсолютной биодоступностью.
```
                                   [ППК]
по
* ДОЗА
вв

     относительная биодоступность= ───────────────
                                   [ППК]
вв
* ДОЗА
по
```

Для определения относительной биодоступности могут использоваться данные об уровне содержания лекарственного вещества в крови или же его экскреции с мочой после одноразового или многократного введения. Достоверность полученных результатов значительно увеличивается при использовании перекрёстного метода исследования, так как при этом устраняются различия, связанные с влиянием физиологического и патологического состояния организма на биодоступность лекарственного вещества.

## Факторы, которые влияют на биодоступность
Абсолютная биодоступность некоторого лекарственного средства, введённого несосудистым путём, обычно меньше единицы (F ‹ 1,0). Разные физиологические факторы уменьшают биодоступность лекарств до их попадания в системный кровоток. К числу таких факторов относятся:
- физические свойства лекарственного средства, в частности, гидрофобность, степень диссоциации на ионы, растворимость,
- лекарственные формы препарата (немедленное высвобождение, применение вспомогательных веществ, методы производства, изменённое — замедленное, удлинённое или длительное высвобождение),
- введено ли лекарственное средство натощак или после приёма пищи,
- различия в течение суток,
- скорость опорожнения желудка,
- индуцирование/ингибирование другими лекарственными средствами или пищей[5]:
  - взаимодействие с другими лекарствами (антацидами, алкоголем, никотином),
  - взаимодействие с отдельными продуктами питания: грейпфрут, помело, клюква.
- белки-переносчики, субстрат для белка-переносчика (напр., P-гликопротеин).
- состояние желудочно-кишечного тракта, его функция и морфология.

Индуцирование ферментами проявляется в виде увеличения скорости метаболизма, напр.: фенитоин (противоэпилептический препарат) индуцирует цитохромы CYP1A2, CYP2C9, CYP2C19 и CYP3A4.
Ингибирование ферментами характеризуется снижением скорости метаболизма, напр.: грейпфрутовый сок угнетает функцию CYP3A → это сопровождается повышением концентрации нифедипина.

## Индивидуальные вариации различий в метаболизме
- Возраст: Как общее правило, лекарственные средства метаболизируются медленнее во время внутриутробного развития, новорождёнными и в гериатрических группах.
- Фенотипические различия, энтерогепатическое кровообращение, диета, пол.
- Болезненное состояние, например, печёночная недостаточность, слабая деятельность почек.

Каждый из перечисленных факторов может варьировать от больного к больному (межиндивидуальная вариабельность) и даже у одного и того же больного за определённый период времени (внутрииндивидуальная вариабельность). Существуют и другие влияния. Так, поступило ли лекарство во время приёма пищи или вне его, повлияет на всасывание препарата. Лекарственные средства, принятые одновременно, могут изменить всасывание и метаболизм в результате первичного прохождения. Кишечная моторика меняет скорость растворения лекарства и влияет на темп его разрушения кишечной микрофлорой. Болезненные состояния, влияющие на метаболизм в печени или функцию желудочно-кишечного тракта, также привносят свой вклад.
Относительная биодоступность весьма чувствительна к характеру лекарственной формы и применяется для характеристики биоэквивалентности двух лекарственных препаратов, как это видно из соотношения Исследование/Стандарт в ППК. Максимальная концентрация лекарственного препарата, достигнутая в плазме или сыворотке (Cmax) обычно используется для характеристики биоэквивалентности.